# Idactus blairi
Idactus blairi là một loài bọ cánh cứng trong họ Cerambycidae.